# Sigrid Gurie

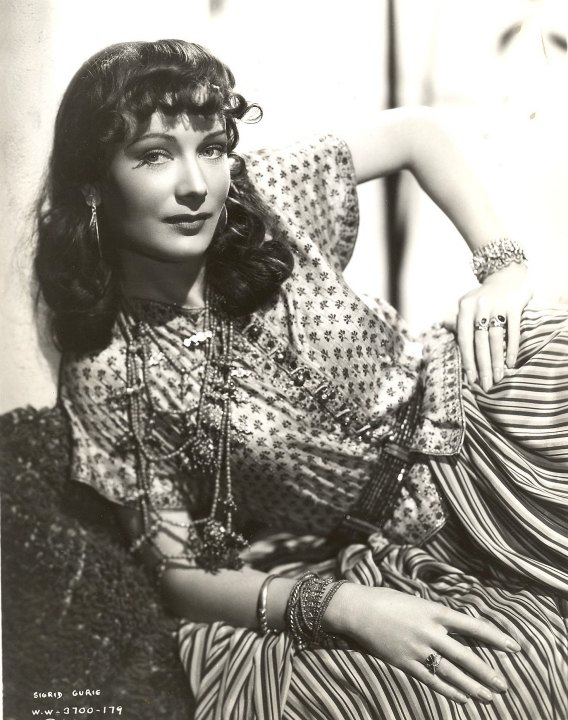
Sigrid Gurie (1938)

Sigrid Gurie (* 18. Mai 1911 in New York City, New York, als Sigrid Gurie Haukelid; † 14. August 1969 in Mexiko-Stadt, Mexiko) war eine norwegisch-amerikanische Schauspielerin.

## Leben und Karriere
Sigrid Gurie Haukelid wurde in Brooklyn als Tochter von Bjørulf Knutson Haukelid (1878–1944) und Sigrid Johanne Christophersen (1877–1969) geboren. Ihr Zwillingsbruder Knut Haukelid (1911–1994) wurde später ein bedeutender Widerstandskämpfer in Norwegen gegen den Nationalsozialismus. Der Vater arbeitete als Mechaniker bei der New Yorker U-Bahn. Schon 1914 zog die Familie wieder in ihre ursprüngliche Heimat Norwegen zurück. Später lebte Gurie auch in Schweden und Belgien. Mitte der 1930er-Jahre gelangte sie nach Hollywood. Der bedeutende Filmproduzent Samuel Goldwyn entdeckte Gurie und plante, sie als die neue Greta Garbo zu präsentieren. In der Presse wurde sie häufig als „Sirene der Fjorde“ oder „die norwegische Garbo“ angekündigt – aber angeblich nur so lange, bis die Presse herausfand, dass sie in Brooklyn geboren wurde.
Sie gab 1937 ihr Filmdebüt in einer kleinen Nebenrolle in der Verfilmung von Erich Maria Remarques Der Weg zurück. Im Folgejahr setzte Goldwyn sie neben Gary Cooper und Basil Rathbone im Abenteuerfilm Die Abenteuer des Marco Polo als Tochter von Kublai Khan ein. Neben Charles Boyer und Hedy Lamarr war Sigrid Gurie ebenfalls 1938 in Walter Wangers Algiers als Leading Lady zu sehen. Guries Karriere nahm nicht den erhofften Aufschwung und die Schauspielerin trat in den Folgejahren ausschließlich in B-Filmen auf, darunter 1940 Three Faces West an der Seite von John Wayne. Es gab in den 1940er-Jahren noch vergebliche Versuche, Guries Filmkarriere wiederzubeleben, unter anderem verkörperte sie Magda Goebbels im Anti-Nazi-Film Enemy of Women. 1950 drehte sie ihren letzten Film.
1935 heiratete Gurie Thomas Stewart in Kalifornien, doch schon 1938 ließ sie sich wieder scheiden. Sie heiratete ein Jahr später Dr. Lawrence Spangard, doch die Ehe wurde 1948 geschieden. Eine dritte Ehe mit Lynn Abbott zwischen 1958 und 1961 endete ebenfalls mit einer Scheidung. Seit den 1940er-Jahren widmete sich Sigrid Gurie zusehends der Malerei und malte sowohl Landschaften, Porträts und abstrakte Bilder. Sie entwarf außerdem auch Schmuck für Royal Copenhagen. Ihre letzten Lebensjahre verbrachte sie in San Miguel de Allende. Sie starb im Alter von 58 Jahren an einer Embolie.

## Filmografie
- 1937: The Road Back
- 1938: Die Abenteuer des Marco Polo (The Adventures of Marco Polo)
- 1938: Algiers
- 1939: The Forgotten Woman
- 1939: Rio
- 1940: Three Faces West
- 1940: Dark Streets of Cairo
- 1944: Voice in the Wind
- 1944: Enemy of Women
- 1948: Sword of the Avenger
- 1948: Sofia
- 1950: The DuPont Story